# Diamond Island (Grenada)
Diamond Island ist eine zu Grenada gehörende unbewohnte Insel der Kleinen Antillen in der Karibik zwischen Grenada und dem nördlich gelegenen St. Vincent.

## Geographie
Die Insel gehört zu dem Inselstrich, der sich von der Nordspitze Grenadas nach Norden zieht. Nur ein schmaler Kanal trennt die Insel von der südlich gelegenen Ronde Island. Die Insel hat im Grundriss fast die Form eines Diamanten und erhebt sich bis auf ca. 100 m.